# Ali ibn Mujahid Iqbal ad-Dawla
Alí ibn Mujàhid al-Amirí Iqbal-ad-Dawla (en árabe: علي بن مجاهد العامري إقبال الدولة‎, lit. 'ʿAlī ibn Mujāhid al-ʿĀmirī Iqbāl ad-Dawla') (?, c. 1010 - Saraqusta, 1081), fue el segundo emir de la Taifa de Denia entre los años 1045 y 1076.

## Orígenes
Su padre fue Mujahid al-Amiri, fundador de la Taifa de Denia y su predecesor, quien era un liberto eslavo que había sido liberado y convertido al Islam por el háyib Almanzor y su madre una mujer cristiana que aparece en las fuentes como Yud.

## Juventud
Mujàhid pasó gran parte de su juventud preso en tierras italianas tras la desastrosa campaña de su padre en Cerdeña en el 1016, posiblemente en Génova o Pisa y aunque su padre fue capaz de rescatarlo más tarde pagando unos diez mil dinares, él era en la práctica un cristiano más y tuvo que ser educado en las costumbres musulmanas, mientras que su madre prefirió quedarse.

## Gobierno
El inicio de su gobierno se vio afectado por un conflicto con su hermano Ḥasan Sa‘d al-Dawla, quien había estado disfrutando de un puesto de poder dentro de la corte y aprovechó sus alianzas con los reyes de las taifas vecinas, como Al-Mutádid y la Taifa de Sevilla, para conspirar contra su hermano. Tras un intento de asesinato por parte de Hasan tras salir de la oración, este huyó a Sevilla y posteriormente a la corte de Valencia, donde se resolvió la bicefalia de la taifa, en la cual Hasan había llegado a acuñar moneda entre los años 1037 y 1040.
Durante su gobierno se produjo una tolerancia hacia los mozárabes, posiblemente por su tiempo en una corte cristiana y por la propia religión de su madre. Un ejemplo de esto es un privilegio datado en el 1058 por el que incluía a los mozárabes de sus reinos de Denia y Mallorca dentro de la jurisdicción del episcopado de Barcelona, donando en perpetuidad todas las iglesias de las Baleares y de Denia a la catedral de la Santa Cruz y Santa Eulalia de Barcelona y al obispo barcelonés Guislaberto.
Su gobierno terminó cuando su suegro, Al-Muqtádir, conspiró con un ministro, Ibn Roŷulo, para apoderarse del gobierno de la Taifa, lo cual sucedió sin derramamiento de sangre en los meses de marzo y abril de 1076, tras una demanda de Al-Muqtádir de unas fortalezas para su hijo que fueron retomadas una vez fueron cedidas, se presentó ante Denia como respuesta a la afrenta, uno de los hijos de Alí se presentó para parlamentar y en un descuido entendió que Al-Muqtádir se refería a Denia como su objetivo y no a las fortalezas, por lo que terminó apoderándose de ambos. Aunque también hay fuentes que defienden que el dominio de la Taifa pasó al control zaragozano tras un asedio.
También hay discrepancias sobre cual fue su destino, hay autores que nos cuentan que Al-Muqtádir se lo llevó preso a Zaragoza, dándole buen trato y le cedió un terreno para sustentarse, al igual que autores como Ibn al-Abbār defienden que murió entre los años 474/1081-1082 en el territorio que Al-Muqtádir le había cedido.

## Matrimonios y descendencia
Se sabe que siguió las políticas de alianzas matrimoniales que su padre había comenzado al casarse con una hija del rey de la Taifa de Zaragoza, Al-Muqtadir y que emparentó con los reyes de las taifas cercanas como Abd al-Aziz al-Mansur a través de los matrimonios de sus hijas.
- Muhammad, su heredero, aparece ya en las monedas en el año 1045.
- Mu'izz al-Dawla, hijo que fue enviado a parlamentar con Al-Muqtadir cuando este se presentó ante Denia y quien tuvo el descuido que desencadenó la pérdida de Denia.
- Muŷāhid Sarrāŷ al-Dawla, tras la muerte de su padre se hizo fuerte en Segura, desde donde con ayuda del conde de Barcelona inició una revuelta pero murió asesinado por Al-Muqtadir antes de ligar alguna victoria, tras lo cual dos esclavos de su servicio, Ibrahim y Abd al-Yabbār, mantuvieron el control de la fortaleza y se quedaron a cargo de sus mujeres e hijos.[1][2]